# Cratere Piazzolla
Piazzolla è un cratere sulla superficie di Mercurio.